# 乌塞拉斯
乌塞拉斯，是西班牙瓦伦西亚自治区卡斯特利翁省的一个市镇。总面积81平方公里，总人口993人（2001年），人口密度12人/平方公里。